# Blumberger Pforte und Mittlere Wutach
Das FFH-Gebiet Blumberger Pforte und Mittlere Wutach ist ein im Jahr 2004 durch das Regierungspräsidium Freiburg nach der Richtlinie 92/43/EWG (Fauna-Flora-Habitat-Richtlinie) angemeldetes Schutzgebiet (Schutzgebietskennung DE-8216-341) im deutschen Bundesland Baden-Württemberg. Mit Verordnung des Regierungspräsidiums Freiburg zur Festlegung der Gebiete von gemeinschaftlicher Bedeutung vom 25. Oktober 2018 (in Kraft getreten am 11. Januar 2019) wurde das Schutzgebiet festgelegt.

## Lage
Das rund 6325 Hektar große FFH-Gebiet gehört zu den Naturräumen 092-Baaralb und Oberes Donautal, 120-Alb-Wutach-Gebiet und 155-Hochschwarzwald innerhalb der naturräumlichen Haupteinheiten 09-Schwäbische Alb, 12-Neckar- und Tauber-Gäuplatten und 15-Schwarzwald. Es liegt zwischen Donaueschingen und Waldshut-Tiengen und erstreckt sich über die Markungen von fünf Städten und Gemeinden:
- Schwarzwald-Baar-Kreis:
- Blumberg: 1075,3071 ha = 17 %
- Landkreis Waldshut:
- Bonndorf im Schwarzwald: 506,0268 ha = 8 %
- Stühlingen: 4048,2151 ha = 64 %
- Eggingen: 442,7735 ha = 7 %
- Wutach: 189,76 ha = 3 %

## Beschreibung und Schutzzweck
Es handelt sich um die Wutachschlucht mit Seitentälern vom Wutachknie an abwärts mit Schluchtwäldern, Felswänden und Pioniervegetation. Außerdem um Hochflächen mit Trockenstandorten, Magerrasen und Steppenheide-Komplexen sowie extensiven Mähwiesen. Im Gebiet befinden sich 18 Höhlen.

### Lebensraumtypen
Gemäß Anlage 1 der Verordnung des Regierungspräsidiums Freiburg zur Festlegung der Gebiete von gemeinschaftlicher Bedeutung (FFH-Verordnung) vom 25. Oktober 2018 kommen folgende Lebensraumtypen nach Anhang I der FFH-Richtlinie im Gebiet vor:
| EU Code | Lebensraumtyp (offizielle Bezeichnung)                                                                          | Kurzbezeichnung                              | Hektar |
| ------- | --- | -------------------------------------------- | ------ |
| 3260    | Flüsse der planaren bis montanen Stufe mit Vegetation des Ranunculion fluitantis und des Callitricho-Batrachion | Fließgewässer mit flutender Wasservegetation | 26,00  |
| 5130    | Formationen von Juniperus communis auf Kalkheiden und -rasen                                                    | Wacholderheiden                              | 4,50   |
| 6210    | Naturnahe Kalk-Trockenrasen und deren Verbuschungsstadien (Festuco-Brometalia)                                  | Kalk-Magerrasen                              | 50,85  |
| 6230    | Artenreiche montane Borstgrasrasen (und submontan auf dem europäischen Festland) auf Silikatböden               | Artenreiche Borstgrasrasen                   | 1,00   |
| 6410    | Pfeifengraswiesen auf kalkreichem Boden, torfigen und tonig-schluffigen Böden (Molinion caeruleae)              | Pfeifengraswiesen                            | 2,2050 |
| 6430    | Feuchte Hochstaudenfluren der planaren und montanen bis alpinen Stufe                                           | Feuchte Hochstaudenfluren                    | 19,30  |
| 6510    | Magere Flachland-Mähwiesen (Alopecurus pratensis, Sanguisorba officinalis)                                      | Magere Flachland-Mähwiesen                   | 230,00 |
| 6520    | Berg-Mähwiesen                                                                                                  | Berg-Mähwiesen                               | 27,00  |
| 7220    | Kalktuffquellen (Cratoneurion)                                                                                  | Kalktuffquellen                              | 2,45   |
| 7230    | Kalkreiche Niedermoore                                                                                          | Kalkreiche Niedermoore                       | 3,00   |
| 8160    | Kalkhaltige Schutthalden der collinen bis montanen Stufe Mitteleuropas                                          | Kalkschutthalden                             | 3,80   |
| 8210    | Kalkfelsen mit Felsspaltenvegetation                                                                            | Kalkfelsen mit Felsspaltenvegetation         | 0,62   |
| 8220    | Silikatfelsen mit Felsspaltenvegetation                                                                         | Silikatfelsen mit Felsspaltenvegetation      | 0,40   |
| 8310    | Nicht touristisch erschlossene Höhlen                                                                           | Höhlen und Balmen                            | 0,001  |
| 9130    | Waldmeister-Buchenwald (Asperulo-Fagetum)                                                                       | Waldmeister-Buchenwald                       | 997,90 |
| 9150    | Mitteleuropäischer Orchideen-Kalk-Buchenwald (Cephalanthero-Fagion)                                             | Orchideen-Buchenwälder                       | 10,10  |
| 9180    | Schlucht- und Hangmischwälder Tilio-Acerion                                                                     | Schlucht- und Hangmischwälder                | 74,00  |
| 91E0    | Auenwälder mit Alnus glutinosa und Fraxinus excelsior (Alno-Padion, Alnion incanae, Salicion albae)             | Auenwälder mit Erle, Esche, Weide            | 23,40  |
| 91U0    | Kiefernwälder der sarmatischen Steppe                                                                           | Steppen-Kiefernwälder                        | 0,2085 |

### Arteninventar
Folgende Arten von gemeinschaftlichem Interesse sind nach der Anlage 1 der Verordnung des Regierungspräsidiums Freiburg vom 25. Oktober 2018 (FFH-Verordnung) für das Gebiet gemeldet:
| Bild                | EU Code | * | Art                 | wissenschaftlicher Name     | Artengruppe    |
| ------------------- | ------- | - | ------------------- | --------------------------- | -------------- |
| Spanische Flagge    | 1078    |   | Spanische Flagge    | Callimorpha quadripunctaria | Schmetterlinge |
| Bachneunauge        | 1096    |   | Bachneunauge        | Lampetra planeri            | Fische         |
| Groppe              | 1061    |   | Groppe              | Cottus gobio                | Fische         |
| Gelbbauchunke       | 1193    |   | Gelbbauchunke       | Bombina variegata           | Amphibien      |
| Große Hufeisennase  | 1065    |   | Große Hufeisennase  | Rhinolophus ferrumequinum   | Säugetiere     |
| Mopsfledermaus      | 1078    |   | Mopsfledermaus      | Barbastella barbastellus    | Säugetiere     |
| Bechsteinfledermaus | 1323    |   | Bechsteinfledermaus | Myotis bechsteinii          | Säugetiere     |
| Großes Mausohr      | 1324    |   | Großes Mausohr      | Myotis myotis               | Säugetiere     |
| Grünes Koboldmoos   | 1336    |   | Grünes Koboldmoos   | Buxbaumia viridis           | Moose          |
| Grünes Besenmoos    | 1381    |   | Grünes Besenmoos    | Dicranum viride             | Moose          |
| Gelber Frauenschuh  | 1902    |   | Gelber Frauenschuh  | Cypripedium calceolus       | Pflanzen       |

### Zusammenhängende Schutzgebiete
Das FFH-Gebiet besteht aus mehreren Teilgebieten, es liegt vollständig im Naturpark Südschwarzwald und teilweise im Vogelschutzgebiet Wutach und Baaralb. Innerhalb des FFH-Gebiets liegen ganz oder teilweise die Naturschutzgebiete
- 3107-Wutachflühen
- 3119-Auäcker
- 3048-Lindenberg-Spießenberg
- 3195-Billibuck
- 3239-Braunhalden-Schlattboden